# 东马其顿和色雷斯大区
东马其顿和色雷斯大区（希臘語：Περιφέρεια Ανατολικής Μακεδονίας και Θράκης）是希腊的13个大区之一，位于希腊东北部，由马其顿历史区域的东部、西色雷斯地区，以及萨索斯岛和萨莫色雷斯岛组成。首府为科莫蒂尼。大区面积为14,158平方公里，2021年人口数量为562,069人。

## 行政
东马其顿和色雷斯大区设立于1987年的行政改革中。在2010年卡利克拉提斯改革方案中，大区的权力和职责完全重新定义并扩大。大区继承了原州份的地位及职权。现在此大区划分为6个专区：位于马其顿地区的兹拉马专区、卡瓦拉专区、萨索斯专区，和位于色雷斯地区的克桑西专区、罗多彼专区、埃夫罗斯专区。其他州份改设为同名专区，而卡瓦拉州则分成卡瓦拉专区和萨索斯专区。不过跟原州份相比，新的专区仅有非常有限的行政权力。
与中马其顿大区一道，东马其顿和色雷斯大区受到驻地在塞萨洛尼基的马其顿和色雷斯权力下放管理局的监督。

## 经济
2018年，該大區的國內生產總值為72億歐元，佔希臘的3.9%。 按購買力調整後，人均國內生產總值為14,300歐元，佔同年歐盟27國平均水準的48%。 東馬其頓和色雷斯是希臘人均國內生產總值第二低的大區，也是歐盟最貧窮的地區之一。2005年当地的失业率为11.8%。